# Cargolux Italia
Cargolux Italia – Włoska linia lotnicza cargo założona jako joint venture pomiędzy włoskimi inwestorami i liniami Cargolux. Główna siedziba znajduje się w miejscowości Vizzola Ticino.

## Flota
W czerwcu 2019 r. Cargolux Italia posiadało 4 samoloty Boeing 747-400F.